# Grand Prix Formule 1 van Europa 1994
De Grand Prix Formule 1 van Europa 1994 werd gehouden op 16 oktober 1994 op het circuit van Jerez.

## Verslag
Michael Schumacher was terug na zijn schorsing van twee races. Nigel Mansell kwam ook terug bij Williams voor de laatste drie races in plaats van David Coulthard. Tom Walkinshaw had Herberts contract afgekocht van Lotus en verving Eric Bernard bij Ligier. De Fransman werd Alessandro Zanardi's teammaat bij Lotus. Hideki Noda ging voor Larrousse rijden en Domenico Schiattarella voor Simtek.

### Kwalificatie
Schumacher nam de pole-position, voor Damon Hill. Mansell was derde op de grid. Vierde was Heinz-Harald Frentzen, Rubens Barrichello vijfde en Gerhard Berger zesde. De top-10 werd vervolledigd door Herbert, Gianni Morbidelli, Mika Häkkinen en Eddie Irvine.

### Race
Bij de start nam Hill de leiding terwijl Mansell met een slechte start enigszins terugviel. Frentzen reed derde, terwijl Mansell snel terugkwam naar de vierde plaats. Hij werd echter opnieuw voorbijgestoken door Barrichello. Bij een manoeuvre waarbij hij opnieuw voorbij Barrichello probeerde te geraken beschadigde hij zijn voorvleugel. Schumacher ging Hill voorbij tijdens de eerste reeks pitstops maar Hill had te weinig benzine meegekregen waardoor hij opnieuw binnen moest komen. Hierdoor kon Schumacher uitlopen en kwam Hill niet meer bij hem in de buurt. Häkkinen werd derde, Irvine vierde, Berger vijfde en Frentzen zesde.

## Uitslag
| Positie | Nummer | Rijder                 | Team              | Ronden | Tijd/Opgave     | Startplaats | Punten |
| ------- | ------ | ---------------------- | ----------------- | ------ | --------------- | ----------- | ------ |
| 1       | 5      | Michael Schumacher     | Benetton-Ford     | 69     | 1:40:27.3       | 1           | 10     |
| 2       | 0      | Damon Hill             | Williams-Renault  | 69     | +24.689         | 2           | 6      |
| 3       | 7      | Mika Häkkinen          | McLaren-Peugeot   | 69     | +1:09.648       | 9           | 4      |
| 4       | 15     | Eddie Irvine           | Jordan-Hart       | 69     | +1:18.446       | 10          | 3      |
| 5       | 28     | Gerhard Berger         | Ferrari           | 68     | +1 Ronde        | 6           | 2      |
| 6       | 30     | Heinz-Harald Frentzen  | Sauber-Mercedes   | 68     | +1 Ronde        | 4           | 1      |
| 7       | 3      | Ukyo Katayama          | Tyrrell-Yamaha    | 68     | +1 Ronde        | 13          |        |
| 8       | 25     | Johnny Herbert         | Ligier-Renault    | 68     | +1 Ronde        | 7           |        |
| 9       | 26     | Olivier Panis          | Ligier-Renault    | 68     | +1 Ronde        | 11          |        |
| 10      | 27     | Jean Alesi             | Ferrari           | 68     | +1 Ronde        | 16          |        |
| 11      | 10     | Gianni Morbidelli      | Arrows-Ford       | 68     | +1 Ronde        | 8           |        |
| 12      | 14     | Rubens Barrichello     | Jordan-Hart       | 68     | +1 Ronde        | 5           |        |
| 13      | 4      | Mark Blundell          | Tyrrell-Yamaha    | 68     | +1 Ronde        | 14          |        |
| 14      | 24     | Michele Alboreto       | Minardi-Ford      | 67     | +2 Rondes       | 20          |        |
| 15      | 23     | Pierluigi Martini      | Minardi-Ford      | 67     | +2 Rondes       | 17          |        |
| 16      | 11     | Alessandro Zanardi     | Lotus-Mugen-Honda | 67     | +2 Rondes       | 21          |        |
| 17      | 9      | Christian Fittipaldi   | Arrows-Ford       | 66     | +3 Rondes       | 19          |        |
| 18      | 12     | Eric Bernard           | Lotus-Mugen-Honda | 66     | +3 Rondes       | 22          |        |
| 19      | 32     | Domenico Schiattarella | Simtek-Ford       | 64     | +5 Rondes       | 26          |        |
| NF      | 2      | Nigel Mansell          | Williams-Renault  | 47     | Spin            | 3           |        |
| NF      | 31     | David Brabham          | Simtek-Ford       | 42     | Motor           | 25          |        |
| NF      | 29     | Andrea de Cesaris      | Sauber-Mercedes   | 37     | Gaspedaal       | 18          |        |
| NF      | 20     | Erik Comas             | Larrousse-Ford    | 37     | Alternator      | 23          |        |
| NF      | 6      | Jos Verstappen         | Benetton-Ford     | 15     | Spin            | 12          |        |
| NF      | 19     | Hideki Noda            | Larrousse-Ford    | 10     | Versnellingsbak | 24          |        |
| NF      | 8      | Martin Brundle         | McLaren-Peugeot   | 8      | Motor           | 15          |        |
| NQ      | 34     | Bertrand Gachot        | Pacific-Ilmor     |        |                 |             |        |
| NQ      | 33     | Paul Belmondo          | Pacific-Ilmor     |        |                 |             |        |

## Statistieken
| Pole-position | Michael Schumacher | Benetton-Ford | 1:22.762 |
| Snelste ronde | Michael Schumacher | Benetton-Ford | 1:25.040 |

## Noot
- Dit was het debuut van de Japanse coureur Hideki Noda en de Italiaanse coureur Domenico Schiattarella.
- Vijfde pole position en de tiende Grand Prix-winst voor Michael Schumacher.
- Dit was de 25ste podiumplaats voor een Finse coureur.

Als eretitel: 1923 (Italië) · 1924 (Frankrijk) · 1925 (België) · 1926 (San Sebastián) · 1927 (Italië) · 1928 (Italië) · 1930 (België) · 1947 (België) · 1948 (Zwitserland) · 1949 (Italië) · 1950 (Groot-Brittannië) · 1951 (Frankrijk) · 1952 (België) · 1954 (Duitsland) · 1955 (Monaco) · 1956 (Italië) · 1957 (Groot-Brittannië) · 1958 (België) · 1959 (Frankrijk) · 1960 (Italië) · 1961 (Duitsland) · 1962 (Nederland) · 1963 (Monaco) · 1964 (Groot-Brittannië) · 1965 (België) · 1966 (Frankrijk) · 1967 (Italië) · 1968 (Duitsland) · 1972 (Groot-Brittannië) · 1973 (België) · 1974 (Duitsland) · 1975 (Oostenrijk) · 1976 (Nederland) · 1977 (Groot-Brittannië)
Als alleenstaande race: 1983 · 1984 · 1985 · 1993 · 1994 · 1995 · 1996 · 1997 · 1999 · 2000 · 2001 · 2002 · 2003 · 2004 · 2005 · 2006 · 2007 · 2008 · 2009 · 2010 · 2011 · 2012 · 2016